# Estación María Juana (Mitre)
María Juana es una estación ferroviaria ubicada en la localidad de Estación María Juana, Departamento Castellanos, Provincia de Santa Fe, Argentina.
Fue inaugurada en los años 1890 por el Ferrocarril Central Argentino.

## Servicios
La estación corresponde al Ferrocarril General Bartolomé Mitre de la red ferroviaria argentina. No presta servicios de pasajeros ni de cargas, sus vías e instalaciones están concesionadas a la empresa de cargas Nuevo Central Argentino.